# Karvsor
Karvsor är en by i kommunen Vörå i Österbotten, Finland. Byn ligger i norra delen av Vörå, där riksväg 8 genomkorsar kommunen. Karvsor är en av de mindre byarna i området med 8 hemmansnummer.
Namnet Karvsor har finska rötter. Den första delen, "Karv-", har många motsvarigheter i finskt namnskick och kan ofta syfta på gräs- och fräkenväxtlighet. Den andra delen, "-sor", kommer från det finska ordet "saari" som betyder holme.
Karvsor har en egen skola, Karvsor skola, som är en del av den grundläggande utbildningen i Vörå kommun. I april 2023 uppmärksammades skolan när en varg observerades bara 500 meter från skolbyggnaden. Byn är också känd för sitt jordbruk.